# Monnina densecomata
Monnina densecomata är en jungfrulinsväxtart som beskrevs av Chod.. Monnina densecomata ingår i släktet Monnina och familjen jungfrulinsväxter. Inga underarter finns listade i Catalogue of Life.